# Giải bóng đá vô địch quốc gia Ý 1903
Giải bóng đá vô địch quốc gia Ý 1903 là mùa giải thứ 6 với chức vô địch thuộc về Genoa.

## Vòng loại
| Đội 1    | Tỉ số | Đội 2           |
| -------- | ----- | --------------- |
| Juventus | 5-0   | F.B.C. Torinese |
| Juventus | 2-1   | Audace Torino   |
| Juventus | 7-1   | Andrea Doria    |

## Bán kết
| Đội 1 | Tỉ số | Đội 2    |
| ----- | ----- | -------- |
| Milan | 0-2   | Juventus |

## Chung kết
Thi đấu ngày 13/4
| Đội 1 | Tỉ số | Đội 2    |
| ----- | ----- | -------- |
| Genoa | 3-0   | Juventus |